# Pedro Tiba
Pedro Miguel Amorim Pereira Silva (* 31. August 1988 in Arcos de Valdevez), besser bekannt als Pedro Tiba, ist ein portugiesischer Fußballspieler, der derzeit beim portugiesischen Fußballverein Gil Vicente FC unter Vertrag steht.

## Karriere

### Verein
Pedro Tiba begann seine Profikarriere beim portugiesischen Drittligisten CA Valdevez. Nach einem kurzen Gastspiel beim griechischen Zweitligisten FC Kastoria wechselte er 2009 zum Fünftligisten SC Valenciano und ein Jahr später zum Viertligisten AD Limianos, mit dem er am Ende der Saison 2010/11 in die dritte Liga aufstieg. Zur Saison 2012/13 zog es Tiba zum Ligakonkurrenten FC Tirsense, für den er in 30 Ligaspielen zwölf Tore erzielte. Daraufhin wurde er vom Erstligisten Vitória Setúbal entdeckt und unter Vertrag genommen. Am 25. August 2013 gab er sein Debüt in der Primeira Liga. In der Saison 2013/14 absolvierte er insgesamt 24 Erstligaspiele und schoss ein Tor. Zur Spielzeit 2014/15 wechselte Tiba zu Sporting Braga und wurde nach diversen Leihen im Juli 2018 weiter an Lech Posen verkauft. 2022 kehrte er in seine Heimat zurück und trägt das Trikot des Gil Vicente FC.

### Nationalmannschaft
Für das EM-Qualifikationsspiel gegen Albanien am 7. September 2014 wurde Tiba von Portugals Nationaltrainer Paulo Bento erstmals in die A-Nationalmannschaft berufen. Hier kam er aber nicht zum Einsatz.

## Erfolge
Polnischer Meister: 2021/22